# TRT Çocuk
TRT Çocuk ist ein Fernsehprogramm für Kinder, das von der türkischen öffentlich-rechtlichen Sendeanstalt TRT betrieben wird.

## Geschichte
Kinderprogramme strahlte die TRT seit der Einführung des Fernsehens aus. In den Früh- und Nachmittagsprogrammen von TRT 1 und TRT INT wurden beispielsweise die Sendungen Sesamstraße (Susam Sokağı) und die Spielshow BilBul oder die Kindernachrichten Çocuk-Haberleri gesendet; letztere entsprechen etwa der Sendung logo! des ZDF. In den Kinderprogrammen spielten immer Bildung und Unterhaltung eine Rolle. Im November 2008 startete TRT mit TRT Çocuk einen eigenen Spartenkanal für Kinder.

## Sendezeiten und Programm
TRT Çocuk begann bis 2017 das Tagesprogramm um 6 Uhr und endete um 21 Uhr. In dieser Zeit wurden Zeichentrickfilme, Wissensshows, Kindernachrichten, Kinderfilme und interaktive Spielshows gesendet. Im Abendprogramm richtete sich TRT Çocuk an ältere Kinder bis 13 Jahre. Seit 2017 sendet TRT Cocuk 24 Stunden täglich.